# Nankholyang
Nankholyang (en népalais : नाङखोलयाङ) est un comité de développement villageois du Népal situé dans le district de Taplejung. Au recensement de 2011, il comptait 3 768 habitants.